# Větrný mlýn v Korozlukách
Větrný mlýn v Korozlukách je zaniklý mlýn holandského typu, který stál jihovýchodně od Korozluk v nadmořské výšce přibližně 280 metrů.

## Historie
Větrný mlýn vznikl roku 1832 jako mlýn dominikální. Toho roku obdrželi manželé Gottlieb Rothe a Anna rozená Schäfflin malý pozemek za vsí zvaný Beim Kreuz. Mlýn stál na stavebním parcelním čísle 60 na pozemkové parcele č. 211. Poté v něm byl mlynářem Franz Tippmann z čp. 53 v Korozlukách, po něm živnost převzal Dominik Niak. Roku 1854 jej za 600 zlatých koupili Dominik a Anna Rackovi z čp. 19 v Korozlukách. Mlýn zpracoval ročně čtyřicet měřic obilí. Zanikl před rokem 1874, ale i po jeho zániku se místo, kde stával, nazývalo Bei der Windmühle.